# Робсон, Марк
Марк Ро́бсон (англ. Mark Robson; 4 декабря 1913, Монреаль — 20 июня 1978, Лондон) — канадский кинорежиссёр и продюсер, двукратный номинант на премию «Оскар».

## Биография
Марк Робсон родился 4 декабря 1913 года в городе Монреаль, Канада. Когда Марку исполнилось три года, семья переехала в США. Окончил Калифорнийский университет в Лос-Анджелесе, после чего недолгое время работал ассистентом режиссёра в кинокомпании 20th Century Fox. Сменив работу, Робсон отправился в кинокомпанию RKO Pictures, где ему предложили более солидную работу монтажёра.
В 1940 году Робсон помогал тогда ещё начинающему режиссёру Роберту Уайзу в монтаже фильма «Гражданин Кейн». В то же время их обоих замечает авторитетный продюсер и сценарист Вэл Льютон, который и прокладывает им путь к всемирной славе, выделив деньги на режиссёрские дебюты.
На деньги Льютона в 1943 году Робсон снимает свои первые фильмы — чёрно-белые ужастики «Седьмая жертва» и «Корабль-призрак». Оба фильма оказываются успешны в прокате, и в 1949 году Робсон снимает спортивную драму «Чемпион» с Кирком Дугласом и Мэрилин Максвелл в главных ролях, которая выдвигалась на главную награду Венецианского кинофестиваля «Золотой лев», однако проиграла Анри-Жоржу Клузо и его фильму «Манон».
В 1958 году Марк Робсон удостоился первой номинации на престижную премию «Оскар» за режиссуру фильма «Пэйтон Плейс», но проиграл Дэвиду Лину. Та же ситуация произошла и в следующем году, когда Робсон во второй раз номинировался на «Оскар» за фильм «Постоялый двор шестой степени счастья» и проиграл Винсенту Миннелли.
Марк Робсон скончался 20 июня 1978 года в Лондоне от инфаркта, снимая фильм «Экспресс-лавина». Его останки захоронены на еврейском кладбище ''Mount Sinai'' в Лос-Анджелесе. Режиссёр посмертно удостоен именной звезды на Голливудской «Аллее славы».

## Фильмография
| - «Корабль-призрак» (1943) - «Седьмая жертва» (1943) - «Распоясавшаяся молодёжь» (1944) - «Остров мёртвых» (1945) - «Бедлам» (1946) - «Чемпион» (1949) - «Подкованный» (1949) - «Дом храбрых» (1949) - «Моё глупое сердце» (1949) - «Край гибели» (1950) - «Блестящая победа» (1951) - «Я хочу тебя» (1951) - «Возвращение в рай» (1953) - «Ад ниже нуля» (1954) - «Пфффт!» (1954) - «Мосты у Токо-Ри» (1955) - «Золотой приз» (1955) | - «Процесс» (1955) - «Тем тяжелее падение» (1956) - «Маленькая хижина» (1957) - «Пэйтон Плейс» (1957) - «Постоялый двор шестой степени счастья» (1958) - «С террасы» (1960) - «Инспектор» (1962) - «Девять часов» (1963) - «Нобелевская премия» (1963) - «Поезд фон Райена» (1965) - «Пропавший отряд» (1966) - «Долина кукол» (1967) - «Папочка отправляется на охоту» (1969) - «С днём рождения, Ванда Джун!» (1971) - «Лимбо» (1972) - «Землетрясение» (1974) - «Экспресс-лавина» (1979) |